# De Pijl (locomotief)
De Pijl (la Flèche) was een Belgische stoomlocomotief die op 5 mei 1835 de eerste trein op het Europese vasteland trok. Op die dag werd de spoorweg Brussel-Mechelen in gebruik genomen, vertrekkend van Station Brussel-Groendreef naar Mechelen. Drie treinen, met locomotieven van Britse makelij, vervoerden die dag 900 passagiers. De eerste trein, met aan boord ministers, ambassadeurs, officieren en parlementsleden, bestond uit zeven open bankwagens getrokken door De Pijl en legde het traject in ca. 45 minuten af. Volgens de legende kwam koning Leopold I te Vilvoorde incognito aan boord. De Pijl verstookte ruim 200 kg cokes per uur.